# Gymnostomum squarrosum
Gymnostomum squarrosum là một loài rêu trong họ Pottiaceae. Loài này được (Nees & Hornsch.) Garov. mô tả khoa học đầu tiên năm 1840.